# Edward Nir
Edward Nir (ur. 3 stycznia 1940 w Praszce, zm. 17 października 2012) – polski polityk, nauczyciel i działacz partyjny, w latach 1980–1983 wicewojewoda legnicki.

## Życiorys
Syn Antoniego i Marianny, zdobył wykształcenie wyższe. Pracował jako nauczyciel matematyki, a także wicedyrektor Zespołu Szkół Budowlanych w Legnicy. W 1964 wstąpił do PZPR, został sekretarzem Komitetu Powiatowego w Legnicy. W latach 1975–1980 był I sekretarzem legnickiego Komitetu Miejskiego i jednocześnie członkiem egzekutywy Komitetu Wojewódzkiego PZPR. W latach 1973–1980 pozostawał przewodniczącym Miejskiej Rady Narodowej. Od 1 grudnia 1980 do 8 maja 1983 sprawował funkcję wicewojewody legnickiego. Następnie przez wiele lat był szefem legnickiego oddziału Głównego Urzędu Statystycznego.
Członek komitetu redakcyjnego publikacji Prochowice 1945–1989 i innych poświęconych statystykom gospodarczym lokalnych miast. 19 października 2012 został pochowany na Cmentarzu Komunalnym w Legnicy.